# BMC Racing Team/2017
Deze pagina geeft een overzicht van de BMC Racing Team-wielerploeg in 2017.

## Algemeen
Algemeen manager: Jim Ochowicz
Teammanager: Allan Peiper
Ploegleiders: Fabio Baldato, Yvon Ledanois, Valerio Piva, Maximilian Sciandri, Jackson Stewart
Fietsmerk: Bicycle Manufacturing Company
Kopmannen: Rohan Dennis, Tejay van Garderen, Richie Porte, Greg Van Avermaet

## Transfers
| Inkomend             | Team 2016                | Uitgaand         | Team 2017              |
| -------------------- | ------------------------ | ---------------- | ---------------------- |
| Martin Elmiger       | IAM Cycling              | Darwin Atapuma   | UAE Team Emirates      |
| Kilian Frankiny      | BMC Development Team/neo | Marcus Burghardt | BORA-hansgrohe         |
| Nicholas Roche       | Team Sky                 | Philippe Gilbert | Quick-Step             |
| Miles Scotson        | Team Illuminate          | Taylor Phinney   | Cannondale-Drapac      |
| Nathan Van Hooydonck | Axeon Hagens Berman      | Peter Velits     | Gestopt                |
| Francisco Ventoso    | Movistar Team            | Rick Zabel       | Team Katjoesja Alpecin |

## Renners
| Naam                 | Geboortedatum | Nationaliteit    | Ploeg 2016                           | Ploeg 2018             |
| -------------------- | ------------- | ---------------- | ------------------------------------ | ---------------------- |
| Tom Bohli            | 17-01-1994    | Zwitserland      |                                      |                        |
| Brent Bookwalter     | 16-02-1984    | Verenigde Staten |                                      |                        |
| Damiano Caruso       | 12-10-1987    | Italië           |                                      |                        |
| Alessandro De Marchi | 19-05-1986    | Italië           |                                      |                        |
| Rohan Dennis         | 28-05-1990    | Australië        |                                      |                        |
| Silvan Dillier       | 03-08-1990    | Zwitserland      |                                      | AG2R La Mondiale       |
| Jean-Pierre Drucker  | 03-09-1986    | Luxemburg        |                                      |                        |
| Martin Elmiger       | 23-09-1978    | Zwitserland      | IAM Cycling                          |                        |
| Kilian Frankiny      | 26-01-1994    | Zwitserland      | BMC Development Team/neo             |                        |
| Tejay van Garderen   | 12-08-1988    | Verenigde Staten |                                      |                        |
| Floris Gerts         | 03-05-1992    | Nederland        |                                      |                        |
| Ben Hermans          | 08-06-1986    | België           |                                      | Israel Cycling Academy |
| Stefan Küng          | 16-09-1993    | Zwitserland      |                                      |                        |
| Amaël Moinard        | 02-02-1982    | Frankrijk        |                                      | Fortuneo-Oscaro        |
| Daniel Oss           | 13-01-1987    | Italië           |                                      | BORA-hansgrohe         |
| Richie Porte         | 30-01-1985    | Australië        |                                      |                        |
| Manuel Quinziato     | 30-10-1979    | Italië           |                                      | stopt                  |
| Nicolas Roche        | 03-07-1984    | Ierland          | Team Sky                             |                        |
| Joey Rosskopf        | 05-09-1989    | Verenigde Staten |                                      |                        |
| Samuel Sánchez       | 05-02-1978    | Spanje           |                                      |                        |
| Michael Schär        | 26-05-1986    | Zwitserland      |                                      |                        |
| Miles Scotson        | 18-01-1994    | Australië        | Team Illuminate                      |                        |
| Manuel Senni         | 11-03-1992    | Italië           |                                      | Bardiani CSF           |
| Dylan Teuns          | 01-03-1992    | België           |                                      |                        |
| Greg Van Avermaet    | 17-05-1985    | België           |                                      |                        |
| Nathan Van Hooydonck | 12-10-1995    | België           | Axeon Hagens Berman (per 15-05-2017) |                        |
| Francisco Ventoso    | 06-05-1982    | Spanje           | Movistar Team                        |                        |
| Loïc Vliegen         | 20-12-1993    | België           |                                      |                        |
| Danilo Wyss          | 26-08-1985    | Zwitserland      |                                      |                        |

## Overwinningen
| Tour Down Under 2e etappe: Richie Porte 5e etappe: Richie Porte eindklassement: Richie Porte Ronde van Valencia 1e etappe (TTT): team Ronde van Oman 2e etappe: Ben Hermans 5e etappe: Ben Hermans eindklassement: Ben Hermans Ronde van de Provence eindklassement: Rohan Dennis Omloop Het Nieuwsblad winnaar: Greg Van Avermaet Parijs-Nice 2e etappe: Richie Porte Tirreno-Adriatico 1e etappe (TTT): team 7e etappe (ITT): Rohan Dennis Ronde van Catalonië 2e etappe (TTT): team E3 Harelbeke winnaar: Greg Van Avermaet Gent-Wevelgem winnaar: Greg Van Avermaet Parijs-Roubaix winnaar: Greg Van Avermaet Ronde van de Alpen 2e etappe: Rohan Dennis Ronde van Romandië 2e etappe: Stefan Küng eindklassement: Richie Porte Ronde van Italië 6e etappe: Silvan Dillier 18e etappe: Tejay van Garderen | Ronde van Luxemburg 1e etappe: Jean-Pierre Drucker 2e etappe: Greg Van Avermaet 4e etappe: Greg Van Avermaet eindklassement: Greg Van Avermaet Critérium du Dauphiné 4e etappe (ITT): Richie Porte Ronde van Zwitserland 1e etappe (ITT): Rohan Dennis 9e etappe (ITT): Rohan Dennis Route du Sud Eindklassement: Silvan Dillier Ronde van Wallonië 3e etappe: Dylan Teuns 4e etappe: Jean-Pierre Drucker 5e etappe: Dylan Teuns eindklassement: Dylan Teuns Ronde van Polen 3e etappe: Dylan Teuns eindklassement: Dylan Teuns Ronde van Utah 2e etappe: Brent Bookwalter BinckBank Tour 2e etappe (ITT): Stefan Küng Arctic Race of Norway 1e etappe: Dylan Teuns 4e etappe: Dylan Teuns Colorado Classic winnaar: Manuel Senni Ronde van Spanje 1e etappe (TTT): team | Nationale kampioenschappen Australië, tijdrit: Rohan Dennis Australië, wegwedstrijd: Miles Scotson Luxemburg, tijdrit: Jean-Pierre Drucker Verenigde Staten, tijdrit: Joey Rosskopf Zwitserland, tijdrit: Stefan Küng Zwitserland, wegwedstrijd: Silvan Dillier Ronde van Guangxi Bergklassement: Daniel Oss |

2007 · 2008 · 2009 · 2010 · 2011 · 2012 · 2013 · 2014 · 2015 · 2016 · 2017 · 2018 · 2019 · 2020
AG2R-La Mondiale · Astana Pro Team · Bahrain-Merida · BMC Racing Team · BORA-hansgrohe · Cannondale-Drapac · Team Dimension Data · FDJ · Katjoesja-Alpecin · Team LottoNL-Jumbo · Lotto Soudal · Movistar Team · Orica-Scott · Quick Step · Team Sky · Team Sunweb · Trek-Segafredo · UAE Team Emirates